# 克魯索 (北卡羅萊納州)
克魯索（英語：Cruso）是位於美國北卡羅萊納州海伍德縣的非建制地區。

## 歷史
克魯索的郵局於1890年設立，其後於1942年停運。

## 地理
克魯索所處的海拔為高於海平面895米（即2936英呎），而該地所採用的時區為UTC-5，即北美东部时区（EST）。同時該地設有夏令時間，為UTC-5調快一小時，即UTC-4（EDT）。